# Emanuel Filibert af Savoyen-Carignano
Emanuel Filibert af Savoyen-Carignano (født 20. august 1628, død 23. april 1709) var titulær fyrste af Carignano i 1656 – 1709 .
 

## Forfædre
Emanuel Filibert var sønnesøn af hertug Karl Emanuel 1. af Savoyen, og han var oldesøn af hertug Emanuele Filiberto af Savoyen, kong Filip 2. af Spanien, Elisabeth af Valois og Ludvig 1. af Bourbon-Condé. 
Han var tipoldesøn af kong Frans 1. af Frankrig, den tysk-romerske kejser Karl 5., kejserinde Isabella af Portugal, kong Henrik 2. af Frankrig, Katarina af Medici, Karl 4. af Bourbon, hertug af Vendôme,

## Ægteskab
Emanuel Filibert var gift med Maria Angela Caterina d'Este (1656 – 1722). Hun var datter af general Borso d'Este (1605 – 1657) og sønnedatter af Cesare d'Este (1562 – 1628), der var hertug af Modena og Reggio.
Parret fik fire børn. Den ældste overlevende søn (Viktor Amadeus 1. af Savoyen-Carignano) blev gift med Maria Vittoria af Savoyen-Carignano, som var datter af Viktor Amadeus 2. af Sardinien-Piemont, der var Sardiniens første konge.
De italienske konger (1861 – 1946) nedstammer fra Viktor Amadeus 1. og  Maria Vittoria.